# I'll Keep It with Mine
I'll Keep It with Mine è una canzone scritta da Bob Dylan nel 1964, pubblicata ufficialmente dalla cantante folk Judy Collins come singolo nel 1965. Dylan non incluse infatti il brano nell’album Blonde on Blonde del 1966.

## La versione di Dylan
Dylan ha registrato una demo vocale e pianistica della canzone per la casa editrice M. Witmark & Sons nel giugno del 1964 che è stata pubblicata dalla Columbia nel 2010 in The Bootleg Series Vol. 9: The Witmark Demos: 1962–1964.
A metà gennaio 1965, durante le sessioni per l'album Bringing It All Back Home, Dylan registrò di nuovo l'assolo della canzone al pianoforte. Questa versione, con il titolo provvisorio di Bank Account Blues, è stata pubblicata nel 1985 su Biograph. Le note di copertina dell'album indicano erroneamente che questa performance fu registrata nel giugno 1964 invece che nel gennaio 1965.
Una prova a banda larga della canzone, registrata durante le prime sessioni di Blonde on Blonde il 27 gennaio 1966, fu pubblicata su The Bootleg Series Volumes 1-3 (Rare & Unreleased) 1961-1991. La registrazione di I’ll Keep It with Mine è complicata, inizia bene nella prima strofa ma viene brevemente interrotta dal produttore Bob Johnston.
Durante la settima sessione di Blonde on Blonde - tra il 15 e il 16 febbraio 1966, presso i Columbia Music Row Studios di Nashville - Dylan registrò almeno dieci brani strumentali della canzone. Tuttavia, non tutti i tentativi sono stati completati, in quanto le tracce numero 2, 4, 5, 6 e 7 sono considerate false partenze e i numeri 1 e 3 sono stati interrotti.
Nel film 65 Revisited, realizzato durante il suo tour in Inghilterra nel maggio del 1965, si può notare Dylan che esegue il brano con il pianoforte.

### Formazione
Versione della serie dei Bootleg
- Bob Dylan: pianoforte, voce
- Robbie Robertson: chitarra
- Al Kooper: organo
- Rick Danko: basso elettrico
- Bobby Gregg: batteria

Versione non pubblicata
- Charlie McCoy: chitarra
- Wayne Moss: guitar
- Joe South: basso
- Al Kooper: organo
- Hargus "Pig" Robbins: pianoforte
- Kenneth Buttrey: batteria

## Altre versioni
Judy Collins ha pubblicato la prima registrazione della canzone su un singolo del 1965 prodotto dall'Elektra Records che non è mai apparso in nessuno dei suoi album. Nelle note di copertina dell'album-tributo Judy Sings Dylan... Just Like a Woman dell'etichetta discografica Geffen Records del 1993, Collins rivela che I'll Keep It with Mine è stata dedicata a lei.
Dylan mostrò il brano alla superstar di Andy Warhol Nico che ne pubblicò una cover nell'album Chelsea Girl del 1967.
I Fairport Convention realizzarono una cover che rilasciarono come singolo solo negli Stati Uniti nel 1969. Questa versione venne inclusa nell'album What We Did on Our Holidays.
Mike Harrison, front-man del gruppo Spooky Tooth, incluse una versione del brano nel suo terzo album da solista Rainbow Rider, uscito nel 1975.
Susanna Hoffs incise una cover per il progetto musicale Rainy Day.
Marianne Faithfull reinterpretò il brano per l'album Strange Weather del 1987.
Una versione di I'll Keep It with Mine realizzata da Bettie Serveert venne inclusa nella colonna sonora del film Ho sparato a Andy Warhol.
Michael C. Hall ha registrato una versione di questa canzone nell'EP Belasco con la band house Tits of Clay del musical Hedwig and the Angry Inch.
Richard Barone ha pubblicato una cover nell'album Sorrows & Promises: Greenwich Village in the 1960s nel 2016 con David Amram al pianoforte.